# Cola lukei
Cola lukei là một loài thực vật có hoa thuộc họ Sterculiaceae.
Loài này chỉ có ở Tanzania.
Môi trường sống tự nhiên của chúng là rừngs ẩm vùng đất thấp nhiệt đới hoặc cận nhiệt đới.
Chúng hiện đang bị đe dọa vì mất môi trường sống.